# 浅野安子
浅野 安子（あさの やすこ、1901年〈明治34年〉10月31日 - 1974年〈昭和49年〉12月29日）は、日本の元皇族。華族。山階宮菊麿王と同妃範子の第1王女子。浅野長武侯爵夫人。旧名は、安子女王（やすこじょおう）。皇籍離脱前の身位は女王で、皇室典範における敬称は殿下。母・範子は九条家の出身であり、貞明皇后の姪、昭和天皇の母方の従妹、香淳皇后の母方の従姉にあたる。

## 経歴
1901年（明治34年）10月31日、山階宮菊麿王のと同妃範子の第1王女子（長女）として誕生する。母・範子妃は安子女王を出産した後に体調を崩し、薨去している。範子妃の死後、菊麿王の後妻である常子妃に兄2人と共に育てられた。1920年（大正9年）11月9日、 侯爵（安芸国広島藩）浅野長之の長男・浅野長武に降嫁する。その後、1男2女をもうける。1974年（昭和49年）12月29日、脳軟化症のため、東京慈恵会医科大学附属病院にて死去。73歳没。

## 栄典
1920年（大正9年）11月2日 - 勲二等宝冠章

## 血縁
- 父：山階宮菊麿王
- 母：実母：範子、継母：常子
- 兄弟：（同母）武彦王 - 芳麿王 - 安子女王 - （異母）藤麿王 - 萩麿王 - 茂麿王
- 夫：浅野長武
- 子女：長愛（山階鳥類研究所元理事長） - 芳正（山階芳麿養子） - 頼子（徳川圀斉夫人）